# Margreta Elkins
Margreta Elkins (ur. 10 października 1930 w Brisbane, zm. 1 kwietnia 2009 tamże) – australijska śpiewaczka (mezzosopran). 
Urodziła się w Brisbane jako Margaret Geater. W 1949 roku wyszła za mąż za Henry'ego Elkinsa i zaczęła używać nazwiska Margreta Elkins. Uzyskała stypendium, które pozwoliło jej na naukę śpiewu i dramatu w Queensland Conservatory.  
W 1950 roku odbyła serię koncertów w Queensland, występując jako Azucena w Trubadurze, Siebel w Fauście i Suzuki w Madame Butterfly. W 1952 roku dołączyła do zespołu National Opera Company of Australia, w którym zadebiutowała tytułową rolą w Carmen. 
W 1955 roku nagroda pieniężna w konkursie pozwoliła jej na sfinansowanie podróży do Europy. Została zatrudniona w Dublin Grand Opera Society, z którymi występowała ponownie w roli Carmen, a także Dorabelli w Così fan tutte. Współpracowała też z Carl Rosa Opera Company, a w 1958 roku została rezydentką Royal Opera House występującego w Covent Garden Theatre. Zadebiutowała tam rolą walkiri Waltraute w Walkirii. W tym sa przedstawieniu wystąpiła również Joan Sutherland. Występowały później wielokrotnie razem.
W 1976 roku wróciła do Australii, gdzie występowała z Opera Australia w Sydney Opera House.